# 内藤信直 (三郎右衛門)
内藤 信直（ないとう のぶなお、? - 明暦2年8月30日（1656年10月17日））は、江戸時代前期の旗本・内藤信広の子。金弥、三郎右衛門。母は三宅康信の娘。妻は荒川定安の娘。
寛永12年（1635年）に将軍徳川家光に初めて御目見し、翌13年に書院番の番士となる。16年に300俵となるが、慶安3年（1656年）8月7日、父・信広の遺領から1000石の采地を分与された。
明暦2年（1656年）、駿府城の守衛の際に病となり、江戸への帰途において死去したという。
法名は宗円。葬地は父・信広に同じとされている（「寛政譜」13巻206頁）。嗣子なく絶家となった。